# Neuberg im Burgenland
Neuberg im Burgenland (węg. Újhegy, burg.-chorw. Nova Gora) – gmina w Austrii, w kraju związkowym Burgenland, w powiecie Güssing. Według Austriackiego Urzędu Statystycznego liczyła 963 mieszkańców (1 stycznia 2014).